# ExTrA (strumento)
ExTrA (Exoplanets in Transits and their Atmospheres) è uno strumento francese costituito da tre telescopi da 0,6 m di diametro situati in tre cupole distinte, più uno studio prefabbricato. È entrato in funzione nel settembre 2017 e ha lo scopo di studiare esopianeti sfruttando il metodo di transito. Con questo metodo si individuano i pianeti quando passano davanti alla loro stella, ma data la difficoltà di individuarli davanti ad una grande sorgente luminosa, ExTrA prende in considerazione i sistemi delle nane rosse e, per semplificare ulteriormente, ne osserva il variare della luminosità usando uno spettrografo.